# Aura Tour
Aura Tour  es la segunda gira de conciertos del cantante puertorriqueño Ozuna.Esta gira es para promocionar su segundo álbum de estudio, Aura (2018).

## Antecedentes
El 18 de junio de 2018, Ozuna anunció su nueva gira luego de haber anunciado su segundo álbum de estudio Aura. La gira anunciaba varias ciudades de Estados Unidos y Puerto Rico.
La gira es producida por Elite Media & Marketing (EMM).

## Repertorio
El setlist representado es el utilizado en Atlanta el 7 de septiembre, las canciones pueden variar entre conciertos.
1. «Aura»
2. «La ocasión»
3. «Única»
4. «Sigue bailando»
5. «La modelo»
6. «Ahora dice»
7. «Tu foto»
8. «Te fuiste»
9. «Se preparó»
10. «Ibiza»
11. «Me dijeron»
12. «Criminal»
13. «Dile que tú me quieres»
14. «Te boté»
15. «Sobredosis»
16. «Si tu marido no te quiere»
17. «El farsante»

## Fechas
| Día                      | Ciudad          | País                 | Lugar                                      | Entradas vendidas | Recaudación  |              |
| Norteamérica             | Norteamérica    | Norteamérica         | Norteamérica                               | Norteamérica      | Norteamérica | Norteamérica |
| ------------------------ | --------------- | -------------------- | ------------------------------------------ | ----------------- | ------------ | ------------ |
| 7 de septiembre de 2018  | Atlanta         | Estados Unidos       | Infinite Energy Arena                      |                   |              |              |
| 8 de septiembre de 2018  | Miami           | Estados Unidos       | American Airlines Arena                    |                   |              |              |
| 14 de septiembre de 2018 | San Juan        | Puerto Rico          | Coliseo de Puerto Rico José Miguel Agrelot |                   |              |              |
| 15 de septiembre de 2018 | San Juan        | Puerto Rico          | Coliseo de Puerto Rico José Miguel Agrelot |                   |              |              |
| 20 de septiembre de 2018 | Orlando         | Estados Unidos       | Amway Center                               |                   |              |              |
| 22 de septiembre de 2018 | New York        | Estados Unidos       | Madison Square Garden                      |                   |              |              |
| 23 de septiembre de 2018 | Reading         | Estados Unidos       | Santander Arena                            |                   |              |              |
| 28 de septiembre de 2018 | Fairfax         | Estados Unidos       | EagleBank Arena                            |                   |              |              |
| 29 de septiembre de 2018 | Uncasville      | Estados Unidos       | Mohegan Sun Arena                          |                   |              |              |
| 30 de septiembre de 2018 | Boston          | Estados Unidos       | Agganis Arena                              |                   |              |              |
| 5 de octubre de 2018     | Rosemont        | Estados Unidos       | Allstate Arena                             |                   |              |              |
| 6 de octubre de 2018     | Kansas City     | Estados Unidos       | Sprint Center                              |                   |              |              |
| 7 de octubre de 2018     | Denver          | Estados Unidos       | Pepsi Center                               |                   |              |              |
| 19 de octubre de 2018    | Tulsa           | Estados Unidos       | BOK Center                                 |                   |              |              |
| 20 de octubre de 2018    | Nashville       | Estados Unidos       | Tennessee State Fairgrounds                |                   |              |              |
| 21 de octubre de 2018    | Louisville      | Estados Unidos       | Broadbent Arena                            |                   |              |              |
| 25 de octubre de 2018    | El Paso         | Estados Unidos       | El Paso County Coliseum                    |                   |              |              |
| 26 de octubre de 2018    | San Antonio     | Estados Unidos       | Freeman Coliseum                           |                   |              |              |
| 27 de octubre de 2018    | Hidalgo         | Estados Unidos       | State Farm Arena                           |                   |              |              |
| 1 de noviembre de 2018   | Seattle         | Estados Unidos       | WaMu Theater                               |                   |              |              |
| 2 de noviembre de 2018   | Inglewood       | Estados Unidos       | The Forum                                  |                   |              |              |
| 4 de noviembre de 2018   | Fresno          | Estados Unidos       | Save Mart Center                           |                   |              |              |
| 10 de noviembre de 2018  | Laredo          | Estados Unidos       | Laredo Energy Arena                        |                   |              |              |
| 16 de noviembre de 2018  | Las Vegas       | Estados Unidos       | Mandalay Bay Events Center                 |                   |              |              |
| 17 de noviembre de 2018  | Phoenix         | Estados Unidos       | Comerica Theatre                           |                   |              |              |
| 21 de noviembre de 2018  | Fort Lauderdale | Estados Unidos       | Boat Center                                |                   |              |              |
| 24 de noviembre de 2018  | Anaheim         | Estados Unidos       | Honda Center                               |                   |              |              |
| 25 de noviembre de 2018  | San Diego       | Estados Unidos       | Valley View Casino Center                  |                   |              |              |
| 1 de diciembre de 2018   | Odessa          | Estados Unidos       | La Hacienda Event Center                   |                   |              |              |
| 2 de diciembre de 2018   | San José        | Estados Unidos       | SAP Center                                 |                   |              |              |
| 14 de diciembre de 2018  | Atlantic City   | Estados Unidos       | Hard Rock Live                             |                   |              |              |
| 15 de diciembre de 2018  | Greensboro      | Estados Unidos       | Greensboro Coliseum                        |                   |              |              |
| 16 de diciembre de 2018  | Lexington       | Estados Unidos       | Rupp Arena                                 |                   |              |              |
| Latinoamérica            |                 |                      |                                            |                   |              |              |
| 22 de diciembre de 2018  | Punta Cana      | República Dominicana | Cap Cana                                   | Festival          | Festival     |              |
| Norteamérica             |                 |                      |                                            |                   |              |              |
| 23 de diciembre de 2018  | Miami           | Estados Unidos       | American Airlines Arena                    |                   |              |              |
| 19 de enero de 2019      | Los Ángeles     | Estados Unidos       | Staples Center                             | Festival          | Festival     |              |
| 26 de enero de 2019      | Las Vegas       | Estados Unidos       | T-Mobile Arena                             | Festival          | Festival     |              |
| 15 de marzo de 2019      | Phoenix         | Estados Unidos       | Steele Indian School Park                  | Festival          | Festival     |              |
| Latinoamérica            |                 |                      |                                            |                   |              |              |
| 17 de abril de 2019      | Puerto San José | Guatemala            | Super 24                                   | Festival          | Festival     |              |
| Europa                   |                 |                      |                                            |                   |              |              |
| 28 de junio de 2019      | Zúrich          | Suiza                | Hallenstadion                              | 11,569 / 13,000   | $1,063,280   |              |
| 29 de junio de 2019      | París           | Francia              | Le Zénith                                  |                   |              |              |
| 30 de junio de 2019      | Barcelona       | España               | Poble Espanyol                             |                   |              |              |
| 4 de julio de 2019       | Málaga          | España               | Playa de Poniente                          | Festival          | Festival     |              |
| 5 de julio de 2019       | Nápoles         | Italia               | Flava Beach                                | Festival          | Festival     |              |
| 6 de julio de 2019       | Oporto          | Portugal             | Praia do Relógio                           | Festival          | Festival     |              |
| 7 de julio de 2019       | Madrid          | España               | Wizink Center                              | Festival          | Festival     |              |
| 12 de julio de 2019      | Cádiz           | España               | Estadio Municipal de San Fernando          |                   |              |              |
| 13 de julio de 2019      | Sicilia         | Italia               | Lido Azzurro Beach Resort                  |                   |              |              |
| 14 de julio de 2019      | Roma            | Italia               | Ippodromo delle Capannelle                 | Festival          | Festival     |              |
| 15 de julio de 2019      | Milán           | Italia               | Assago Summer Arena                        | Festival          | Festival     |              |
| 18 de julio de 2019      | Cagliari        | Italia               | Arena Grandi Eventi Fiera                  |                   |              |              |
| 19 de julio de 2019      | Riccione        | Italia               | Stadio Italo Nicoletti                     |                   |              |              |
| 20 de julio de 2019      | Düsseldorf      | Alemania             | ISS DOME                                   |                   |              |              |
| 21 de julio de 2019      | Ibiza           | España               | Ushuaïa Ibiza Beach Hotel                  | Festival          | Festival     |              |
| 24 de julio de 2019      | Tel Aviv        | Israel               | Live Park                                  |                   |              |              |
| 26 de julio de 2019      | Murcia Lamanga  | España               | Trips Summer Club                          |                   |              |              |
| 27 de julio de 2019      | Marbella        | España               | La Cañada                                  |                   |              |              |
| 28 de julio de 2019      | Ibiza           | España               | Ushuaïa Ibiza Beach Hotel                  | Festival          | Festival     |              |
| Latinoamérica            |                 |                      |                                            |                   |              |              |
| 3 de agosto de 2019      | Medellín        | Colombia             | Estadio Atanasio Girardot                  | Festival          | Festival     |              |
| Norteamérica             |                 |                      |                                            |                   |              |              |
| 10 de agosto de 2019     | Long Beach      | Estados Unidos       | Queen Mary Events Park                     | Festival          | Festival     |              |
| 16 de agosto de 2019     | Rosarito Beach  | México               | Baja Beach Fest                            | Festival          | Festival     |              |
| Total                    |                 |                      |                                            |                   |              |              |